# Ota (Gunma)
Ota (Japans: 太田市, Ōta-shi) is een stad in de Japanse prefectuur Gunma op het eiland Honshu. De stad heeft een oppervlakte van 176,49 km² en medio 2008 bijna 215.000 inwoners. De rivieren Watarase en Tone loopt door delen van de stad.

## Geschiedenis
De geschiedenis van Ota kent twee perioden: voor en na 28 maart 2005.

### Voor 28 maart 2005
- Op 1 april 1889 wordt Ota een gemeente in het district Nitta.
- Op 1 april 1940 gaan de dorpen Kuai (九合村, Kuai-mura), Sawano (沢野村, Sawano-mura) en Niragawa (韮川村, Niragawa-mura) op in Ota.
- Op 1 november 1943 absorbeert Ota het dorp Shimanogo (鳥之郷村, Shimanogō-mura).
- Op 3 mei 1948 krijgt Ota de status van stad (shi).
- Op 1 april 1957 worden de dorpen Kyodo (強戸村, Kyodo-mura)) en Kyuhaku (休泊村, Kyuhaku-mura) aan Ota toegevoegd.
- Op 1 juli 1960 worden delen van het dorp Yabakawa (矢場川村, Yabagawa-mura) aan Ota toegevoegd.
- Op 1 april 1963 wordt het dorp Hosen (宝泉村, Hōsen-mura) aan Ota toegevoegd en op 1 december van dat jaar volgt het dorp Kesatoda.
- Op 27 maart 2005 houdt het oude Ota op te bestaan.

### Na 28 maart 2005
- Het nieuwe Ota ontstaat op 28 maart 2005 na samenvoeging van het oude Ota met de gemeentes Nitta (新田町, Nitta-machi), Ojima (尾島町, Ojima-machi) en Yabuzukahon (藪塚本町, Yabuzukahon-machi). De gemeentehuizen van de voormalige gemeentes werden bijkantoren en op 17 april werd Masayoshi Shimizu, burgemeester van het oude Ota, gekozen tot burgemeester van het nieuwe Ota.
- Op 1 april 2007 kreeg Ota de status van Speciale stad.

## Economie
De belangrijkste industrie van Ota is de productie van voertuigen, geconcentreerd in het zuidoostelijk deel van de stad. Hier liggen onder andere de fabrieken van Fuji Heavy Industries waar de Subaru wordt geproduceerd.
In het noorden van Ota liggen boerderijen waar voornamelijk rijst wordt geproduceerd.

## Bezienswaardigheden
- Daikointempel, opgericht in 1618, heeft de bijnaam Kosodate Donryu (lett. kinderen-opvoedende heilige Donryu).
- Kasteel Kanayama (金山城, kanayamajō), een vesting uit de Kamakuraperiode op de 244m hoge Kanayama.
- Tenjin'yama Kofun, een grote grafheuvel uit ca. de 5e eeuw.
- Yabuzuka onsen
- Slangencentrum, een bijzondere collectie met zeldzame slangen vlak bij de Yabuzuka onsen.

## Verkeer
Ota ligt aan de Takasaki-lijn van de East Japan Railway Company en aan de Isesaki-lijn, de Kiryu-lijn en Koizumi-lijn van de Tobu Spoorwegmaatschappij.
Ota ligt aan de Kitakanto-autosnelweg en aan de autowegen 17, 50, 122, 354 en 407.

## Sport
Ota is de thuisbasis van het Sanyo Wild Knights rugby team, dat Japans kampioen werd in 2008.

## Aangrenzende steden
- Isesaki
- Ashikaga
- Kiryu
- Midori
- Kumagaya
- Fukaya

## Stedenbanden
Ota heeft een stedenband met
- Burbank, Verenigde Staten
- West Lafayette, Verenigde Staten
- Yingkou, China

## Geboren
- Ayumi Morita (1990), tennisster